# Papradichté (Kitchevo)
Papradichté (en macédonien Папрадиште ; en albanais Papradishti) est un village de l'ouest de la Macédoine du Nord, situé dans la municipalité de Kitchevo. Le village comptait 75 habitants en 2002. Il est majoritairement albanais.

## Démographie
Lors du recensement de 2002, le village comptait :
- Albanais : 74
- Autres : 1